# Drest VI dei Pitti
Drest mac Domnaill o Drest mac Dúngail (... – 678 circa) è stato sovrano dei Pitti dal 663 al 672.
Salì sul trono dopo Gartnait IV nel 663. Secondo la Cronaca dei Pitti regnò sei o sette anni. Secondo gli Annali dell'Ulster e quelli di Tigernach nel 672 fu deposto forse da Bruide III. Morì attorno al 678.